# Conscience (Womack & Womack)
Conscience è il quarto album in studio del gruppo musicale statunitense Womack & Womack, pubblicato il 13 giugno 1988.
Qui è contenuto il singolo Teardrops dello stesso anno che ottenne successo in tutto il mondo.

## Tracce
1. Conscious Of My Conscience – 6:10
2. MPB (Missin' Persons Bureau) – 3:58
3. Friends (So Called) – 5:43
4. Slave (Just For Love) – 5:02
5. Teardrops – 5:04
6. Good Man Monologue – 4:31
7. Life's Just A Ballgame – 4:24
8. I Am Love – 2:43
9. Celebrate The World – 4:14